# Canastrão & Bonfim
Nas tiras em quadrinhos de Canastrão & Bonfim, criadas pelo cartunista brasileiro Altemar Henrique de Oliveira estão uma série de personagens criados oringalmente para a revista Justilex, publicação mensal especializada em assuntos jurídicos. 
A Canastrão & Bonfim Advogados Associados é uma firma de advocacia com sede em Brasilópolis, cidade fictícia de um país fictício. Entre os personagens da firma e do Tribunal de Brasilópolis estão:
- Dr. Canastrão: Advogado esperto, inescrupuloso e arro-gante, é um dos associados da firma de advocacia. Apesar de aproveitador mantém boa relação com seu sócio.

- Dr. Bonfim: Advogado calmo, compreensivo e de bom coração, é o sócio do Dr. Canastrão. Tenta ajudar a todos e, com tanta bondade, chega a ser ingênuo.

- Genérico: Estagiário da firma, sabe muito sobre Direito mas não possui muita malícia. Vive atolado de serviço que o Dr. Canastrão deveria fazer, mas passa para ele. O nome deriva do fato de produzir o mesmo efeito de um advogado, mas custar muito menos.

- Dra. Sabina: Advogada contratada pela Canastrão & Bonfim, muito séria, inteligente e competente, mas que às vezes se torna chata e pedante por sua personalidade forte.

- Marilyn: Secretária da Canastrão & Bonfim, com dotes físicos bem desenvolvidos, mas de QI abaixo do normal. É cobiçada pelo Dr. Canastrão, mas não percebe o assédio do patrão. Genérico também se sente atraído pela moça, mas ela não dá a mínima para o rapaz, nutrindo uma paixão platônica pelo Dr. Bonfim, bem mais velho do que ela.

- Juiz Justinino Apolônio: Juiz do Tribunal de Brasilópolis, magistrado de idade, imparcial e refinado. É letrado na ciência jurídica e está sempre filosofando sobre normas e moral. Possui memória fraca (exceto para leis) e por isso comete alguns deslizes.

- Haroldo: Assistente judiciário do gabinete do Juiz Apolônio é um grande puxa-saco do juiz. Sempre desastrado, faz perguntas ilógicas e estúpidas.

- Dona Corretilda: Velha e bondosa senhora, sempre vítima de casos que ela leva ao escritório da Canastrão & Bonfim.

- Josério Silvério: Típico cidadão da classe trabalhadora de Brasilópolis, atua como flanelinha no estacionamento do Tribunal. Semianalfabeto, está sempre desinformado a respeito de leis e política, que o Juiz Apolônio tem sempre paciência em explicar.